# Istočni Visayas
Istočni Visayas je jedna od 17 regija u Filipinima. Središte regije je u gradu Taclobanu. Regija je poznata i kao Regija VIII.

## Stanovništvo
Prema podacima iz 2010. godine u regiji živi 3.912.936 stanovnika dok je prosječna gustoća naseljenosti 181 stanovnika na km². Dva glavna jezika u Istočnom Visayasa su Waray-Waray i Cebuano

## Podjela
Regija je podjeljena na šest provincija, jedan nezavisan grad, 136 općina i 4.390 barangaya. 
| Provincija/Grad | Središte        | Stanovnika (2010.) | Površina (km²) | Gustoća (na km²) |
| --------------- | --------------- | ------------------ | -------------- | ---------------- |
| Biliran         | Naval           | 161.760            | 555,4          | 291.2            |
| Eastern Samar   | Borongan City   | 428,877            | 4,339.6        | 98.8             |
| Leyte           | Tacloban City   | 1.567.984          | 5.712,8        | 274,5            |
| Northern Samar  | Catarman        | 589.013            | 3.692,9        | 159,5            |
| Samar           | Catbalogan City | 733,377            | 5.591,0        | 131,2            |
| Southern Leyte  | Maasin City     | 399.137            | 1,734,8        | 230,1            |
|                 |                 |                    |                |                  |
| Tacloban        | -----           | 221.174            | 201,7          | 1.096,5          |